# Christi Himmelfahrt (München)

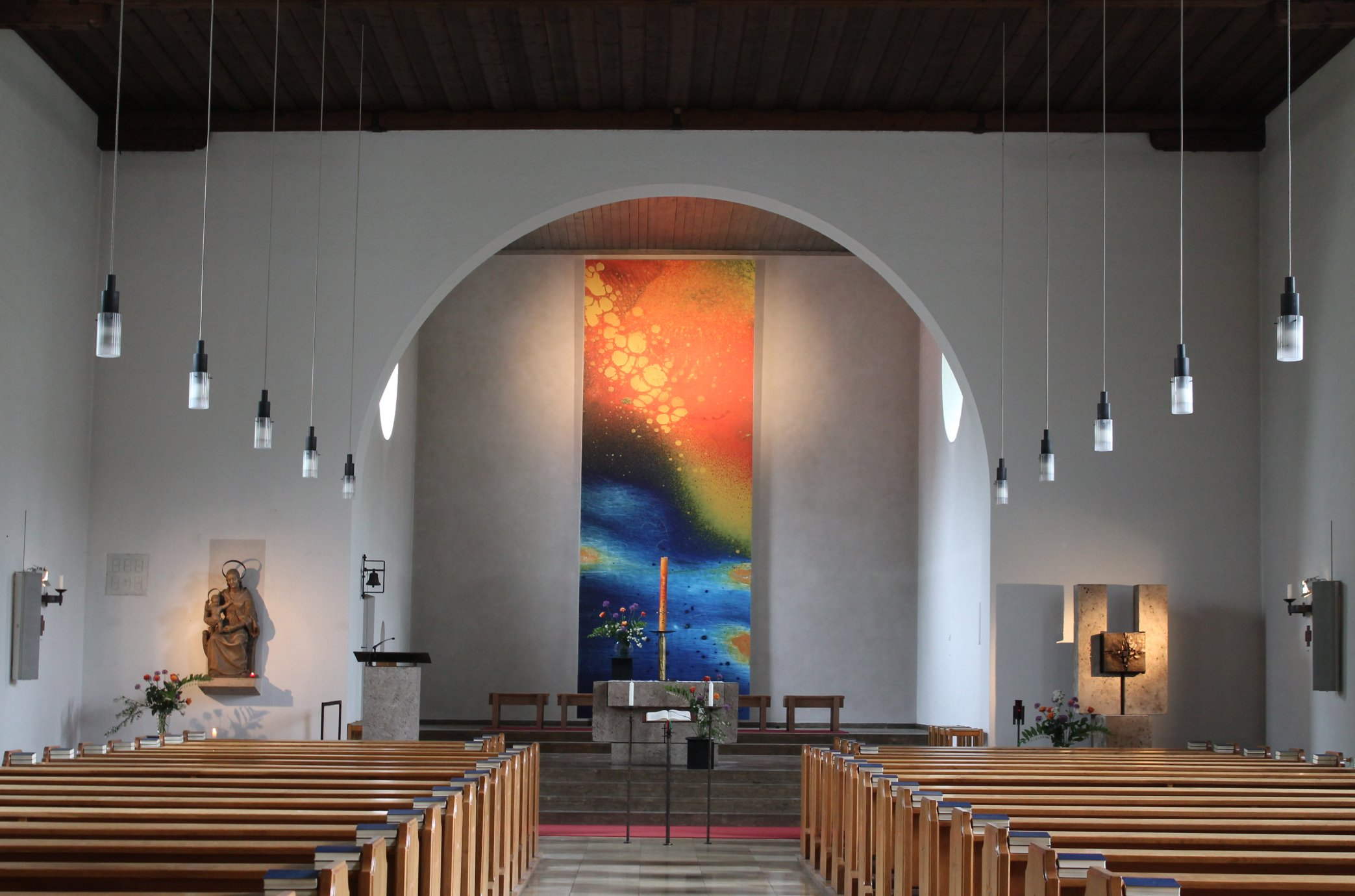
Blick auf den Altar

Christi Himmelfahrt ist eine katholische Kirche im Stil des Bauhauses, die 1933 im Münchner Stadtteil Waldtrudering erbaut wurde.

## Entstehungsgeschichte
Zu Beginn des 20. Jahrhunderts setzte auf dem heutigen Gebiet des Münchner Stadtteils Waldtrudering eine rege Siedlungstätigkeit ein. Die katholischen Einwohner dieses neuen Siedlungsgebietes, Ende der 1920er Jahre etwa 2.000, mussten in die weiter weg gelegene katholische Kirche St. Peter und Paul nach Kirchtrudering gehen. Am 28. Juli 1929 wurde deshalb eine Kirchenstiftung „Christi Himmelfahrt“ gegründet.

Das Innere der Kirche um 1934

Zuerst dachte man an einen zentralen Platz im Zentrum, den Graf-Spee-Platz. Dieser bestand aus einer riesigen Kiesgrube. Nach längerem Planen erschien aber das Bauen auf dem noch lockeren Grund zu riskant. Die Gemeinde schenkte der Kirche am 7. März 1932, also knapp einen Monat vor der Eingemeindung nach München, deshalb den heutigen Platz an der Waldschulstraße 6. Es gab dafür verschiedene Auflagen: So mussten Handwerksmeister des damaligen Gemeindebezirkes bevorzugt werden, und der Platz durfte nur für kirchliche und kirchlich-caritative Zwecke verwendet werden. Mit dem Bau wurde im Frühjahr 1933 begonnen. Die Altarweihe erfolgte bereits am 12. November 1933 durch den damaligen Erzbischof von München und Freising, Michael Kardinal Faulhaber. Er nannte dieses Gotteshaus ein „Heiligtum im Wald“. Es ist bis heute die einzige Kirche mit diesem Patrozinium in der Erzdiözese München und Freising.
1941 wurde die dazugehörige Pfarrei gegründet.

## Beschreibung Glocken der Pfarrkirche

### Architektur
Die Kirche „Christi Himmelfahrt“ wurde mit 400 Sitz- und ca. 700 Stehplätzen konzipiert. Auf den Bau eines Turmes wurde aus Kostengründen verzichtet, dafür ein im Münchner Kirchenbau eher selten anzutreffender Dachreiter auf die Fassade gesetzt. Es entstand eine einfache moderne Saalkirche (Architekt Ernst Jäger). Von einem rechteckigen, mit einer dunklen gegliederten Holzdecke überspannten Gemeinderaum trennt ein schlichter Triumphbogen das Presbyterium, an dessen Rückwand des abgeflachten Chores die Himmelfahrt Christi in einem Fresko dargestellt ist. In den folgenden Jahren wurde die untere Freskohälfte übermalt, so dass jetzt nur noch der erhöhte Christus ohne die Apostel zu sehen ist.

### Kunstwerke in der Kirche

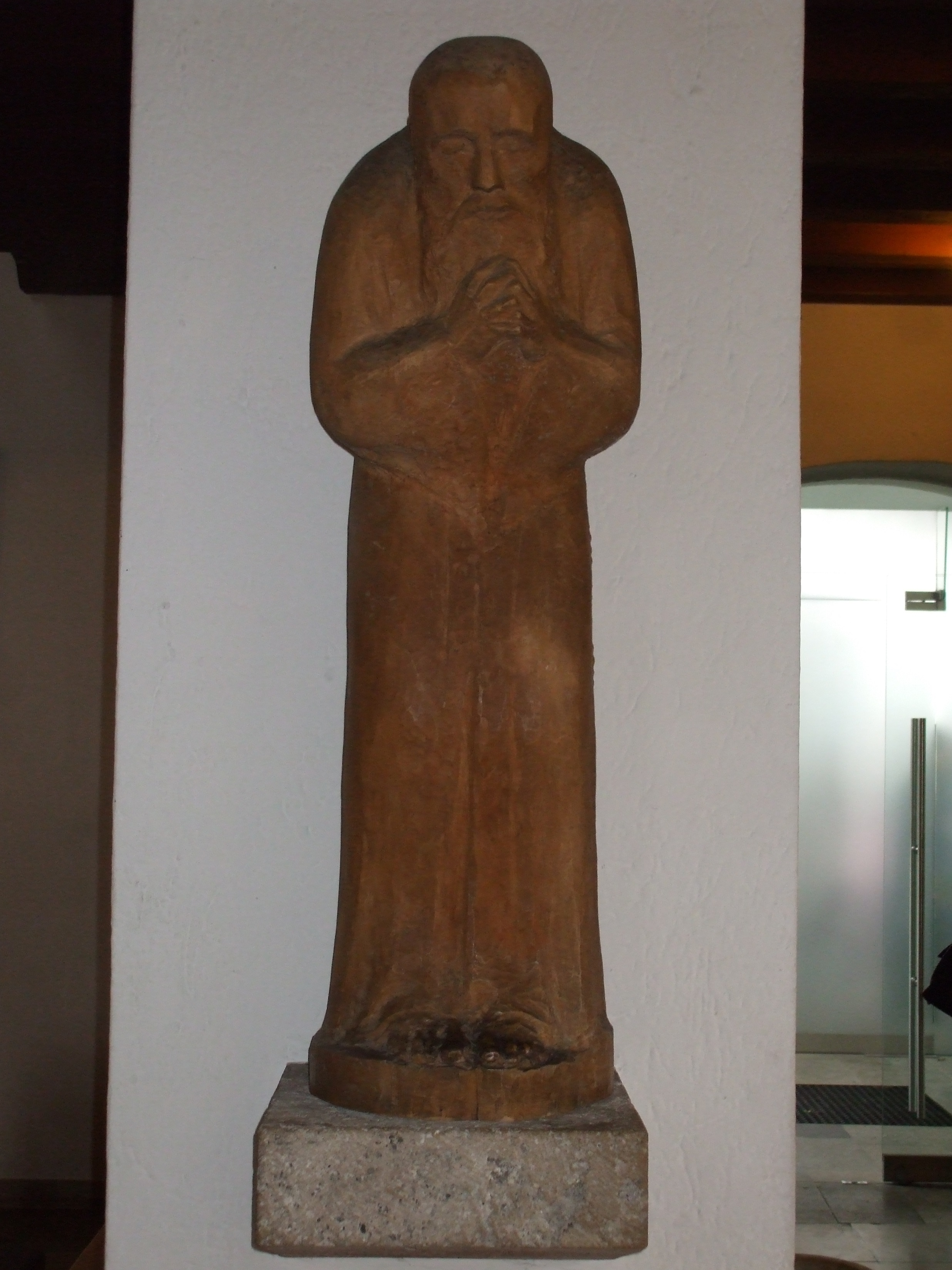
Skulptur des „Büßers“ (auch als Hl. Bruder Konrad interpretiert) von Ilse von Twardowski-Conrat (1880–1942)

Muttergottesstatue mit Jesuskind von Angelo Negretti (1881–1930)

Später erfolgte im Zuge der liturgischen Erneuerungen des II. Vatikanischen Konzils im Jahr 1973 eine neue Anordnung von Altar, Ambo und Tabernakel durch den oberfränkischen Bildhauer Karl Potzler (1920–1995). Die Muttergottesstatue links beim Triumphbogen mit dem Jesuskind ist ein Werk des italienischen Bildhauers Angelo Negretti (1881–1930). Die Skulptur des „Büßers“ (auch als Hl. Bruder Konrad interpretiert) der seinerzeit in Waldtrudering wohnhaften österreichischen Bildhauerin Ilse von Twardowski-Conrat (1880–1942) befindet sich rechts vom Haupteingang der Kirche. Ihr gegenüber steht eine Statue des Hl. Antonius von Padua (Herkunft und Künstler unbekannt). Weitere figürliche Darstellungen (Hl. Josef mit dem Jesusknaben an der Hand; eine Darstellung des Gekreuzigten gegenüber) befinden sich im vorderen Teil der beiden Seitenwände (Entstehungszeit und Künstler jeweils unbekannt). Im Jahr 1951 wurde der vom Münchner Kunstmaler Benedikt Gröner angefertigte Kreuzweg mit seinen 14 Stationen angebracht.

## Pfarrheim
Direkt vom südlichen Seiteneingang der Kirche führt eine überdachte Galerie zum Gebäudetrakt des Pfarrhauses (Wohnungen und Pfarrbüros). Das gesamte Gebäude-Ensemble (Mutter-Kind- und Jugendgruppenräume, Bibliothek, Meditationsraum, großer Pfarrsaal), ausgeführt vom Architekten Peter Seifert in der Form eines Dreiseit-Hofes im Anschluss an die Kirche wurde am 6. November 1992 eingeweiht und übergeben.
Hinter der Pfarrkirche steht seit 1975 der Kindergarten der Pfarrei (75 Plätze). Auf dem Dach des Pfarrheims von Christi Himmelfahrt wurde bereits 1997 eine Photovoltaikanlage errichtet.

## Glocken
Im Jahr 1934 wurden drei Glocken (Christus Rex – Peter und Paul – Marienglocke) eingeweiht und in das Gestühl auf dem Dachreiter eingebaut. 1942 mussten von den drei Glocken die beiden größeren abmontiert werden. Sie wurden zu Kriegszwecken eingeschmolzen. Es blieb noch eine Glocke, die mit Hand geläutet wurde. Am 12. August 1951 wurden drei neue Glocken montiert, jetzt mit elektrischem Antrieb und durch den damaligen Weihbischof Dr. Anton Scharnagl (1877–1955) eingeweiht.

## Orgel

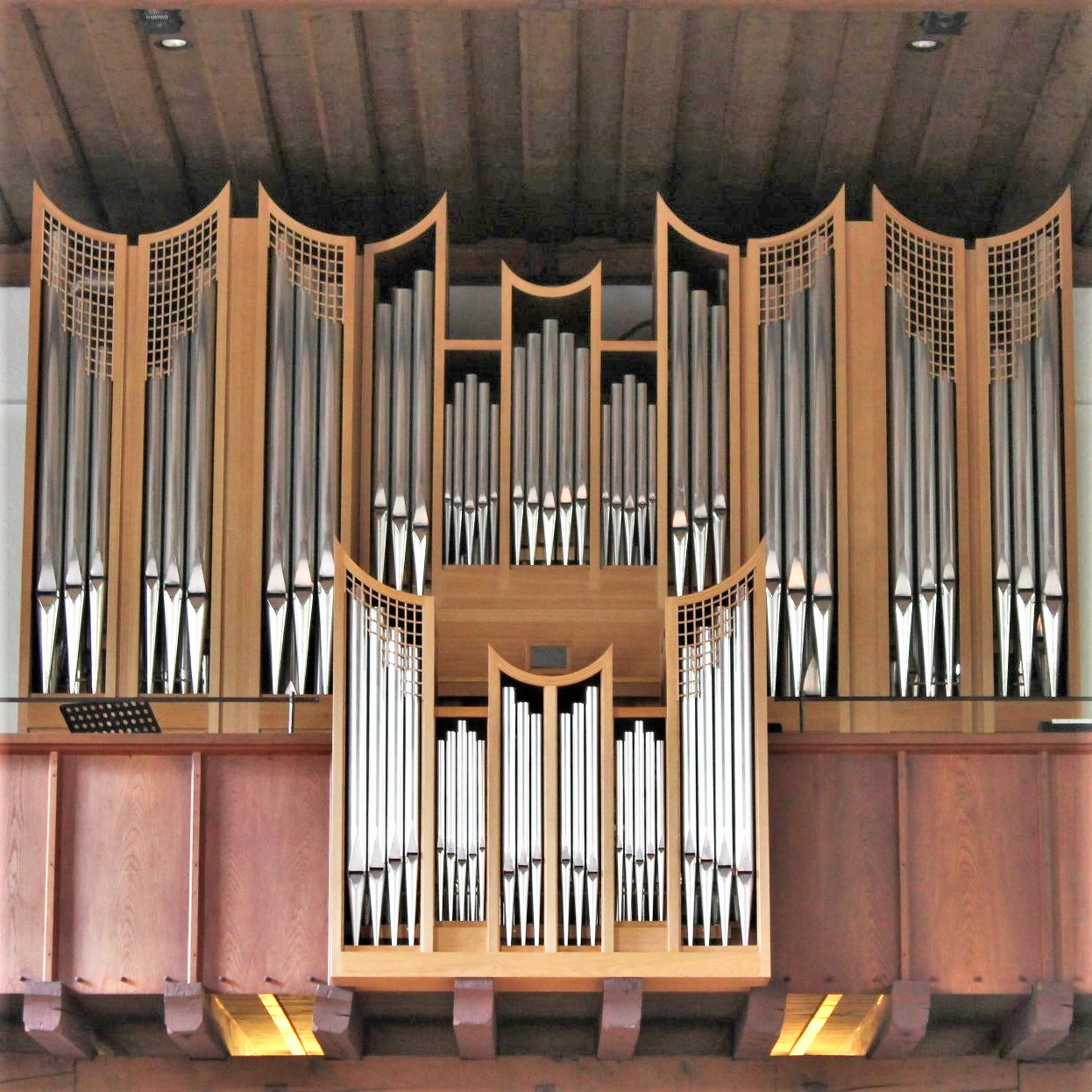
Orgelprospekt mit Rückpositiv

Im Jahr 1934 wurde von der Orgelbaufirma Schuster eine zweimanualige elektropneumatische Orgel errichtet. Nach 63 Jahren versagte sie auf Grund von stark fortgeschrittener Materialermüdung kurz vor dem geplanten Bau der neuen Orgel während einer Sonntagsmesse endgültig ihren Dienst.
1997 wurde auf der Empore eine Orgel mit zwei Manualen und Pedal, 30 Registern und 1740 Orgelpfeifen von Dieter Schingnitz aufgebaut und 1998 eingeweiht.
Sie hat folgende Disposition:
| I Rückpositiv C–g3 |     |  |
| Gedackt            | 08′ |  |
| Quintade           | 08′ |  |
| Prinzipal          | 04′ |  |
| Flöte              | 04′ |  |
| Blockflöte         | 02′ |  |
| Sesquialter II     |     |  |
| Scharf III         | 01′ |  |
| Dulcian            | 08′ |  |
| Tremulant          |     |  |

| II Hauptwerk C–g3 |        |  |
| Bourdon           | 16′    |  |
| Prinzipal         | 08′    |  |
| Holzflöte         | 08′    |  |
| Viola da Gamba    | 08′    |  |
| Oktave            | 04′    |  |
| Rohrflöte         | 04′    |  |
| Quinte            | 03′    |  |
| Oktave            | 02′    |  |
| Mixtur IV–V       | 01 ⁄3′ |  |
| Cornett V         |        |  |
| Trompete          | 08′    |  |
| Tremulant         |        |  |

| Pedal C–f1   |     |  |
| Subbass      | 16′ |  |
| Oktavbass    | 08′ |  |
| Gedacktflöte | 08′ |  |
| Choralbass   | 04′ |  |
| Posaune      | 16′ |  |
| Trompete     | 08′ |  |

- Koppeln: II/I, I/P, II/P

## Glocken
Im Dachreiter hängen an stark gekröpften Stahljochen drei von der Erdinger Glockengießerei im Jahr 1951 gegossene Bronzeglocken mit Schlagtonfolge gis1 - h1 - cis2.